# Veïns invasors
Veïns invasors (Over the Hedge en anglès) és una pel·lícula de comèdia d'animació per ordinador nord-americana de 2006 produïda per DreamWorks Animation i distribuïda per Paramount Pictures (que marca la primera col·laboració de Paramount amb DreamWorks Animation). Es basa lliurement en la tira còmica del mateix nom de Michael Fry i T. Lewis. Dirigida per Tim Johnson i Karey Kirkpatrick (en el primer llargmetratge d'aquest últim) a partir d'un guió de Len Blum, Lorne Cameron, David Hoselton i Kirkpatrick, la pel·lícula és protagonitzada per un repartiment amb les veus de Bruce Willis, Garry Shandling, Steve Carell, William Shatner, Wanda Sykes i Nick Nolte. La trama de la pel·lícula segueix un os rentador anomenat RJ que ha de recuperar menjar per a un os, manipula un grup d'animals que s'havien despertat recentment de la hibernació per tal d'accelerar el procés.
Veïns invasors es va estrenar als Estats Units el 19 de maig de 2006. Va rebre crítiques generalment positives i va recaptar 340 milions de dòlars amb un pressupost de 80 milions de dòlars. Ha estat doblada al català.

## Repartiment
- Bruce Willis com a RJ, un os rentador intel·ligent, carismàtic i manipulador. Malgrat això, es revela que té una personalitat sensible, desenvolupa sentiments de culpa per utilitzar els seus nous companys per als seus propis fins. Originalment, Jim Carrey havia de donar veu al personatge,[3] però a l'octubre de 2004, va deixar el projecte i va ser substituït per Willis.[4] Bill Murray va ser l'opció original per al paper.[5]
- Garry Shandling com a Verne, una tortuga de caixa ornamentada naturalment cínica i tímida, el líder dels recol·lectors. Té les seves pròpies maneres de fer les seves tasques diàries, però el seu món es capgira quan en RJ introdueix el seu estil de vida d'esperit lliure. Tot i que Verne es preocupa de veritat per la seva família, de vegades sembla condescendent. La seva closca cau regularment i se'n riu. Se'l confon habitualment amb un amfibi malgrat que és un rèptil. Harold Ramis va ser l'opció original per al paper.[5]
- Steve Carell com a Hammy, un esquirol vermell americà hiperactiu, la boca del qual es mou tan ràpid com els seus peus. És ingenu i infantil per naturalesa, amb una capacitat d'atenció extremadament curta.
- Wanda Sykes com a Stella, una mofeta ratllada de gens curt i descarada. Més tard s'encobrix com una gata negra per distreure en Tiger, i acaba enamorant-se d'ell quan revela que no té olfacte.
- William Shatner i Avril Lavigne com a Ozzie com a Heather respectivament, un pare i una filla d'opòssum de Virgínia que veuen el món des de diferents punts de vista; L'Ozzie sovint fa vergonya a la Heather quan constantment fingeix la mort per allunyar-se del perill.
- Catherine O'Hara com Penny, una femella de Porc espí nord-americà, esposa de Lou i mare tres fills petits. Sap orientar i guiar la seva família i la resta dels recol·lectors.
- Nick Nolte com a Vincent, un os negre americà assassí, sàdic i golafre a qui RJ deu menjar, motivant la història. Més tard fa un cameo a Bee Movie.[6]
- Thomas Haden Church com a Dwayne LaFontant,[7][8] un exterminador excés de zel i de mitjana edat sobrenomenat el "Verminador" que és contractat per Gladys. Pot detectar les espècies de qualsevol animal que hagi estat recentment a la zona per l'olfacte.